# Colorado Classic 2017
La Colorado Classic 2017 est la 1re édition de cette course cycliste par étapes masculine. Elle a lieu aux États-Unis du 10 au 13 août 2017. Elle se déroule entre Colorado Springs et Denver, dans le Colorado, sur un parcours de 395,8 km et fait partie du calendrier UCI America Tour 2017 en catégorie 2.HC.

## Présentation

### Parcours
La Colorado Classic est tracée sur quatre étapes pour une distance totale de 395,8 kilomètres.

### Équipes
Seize équipes participent à la course - 4 UCI WorldTeams, 5 équipes continentales professionnelles, 6 équipes continentales et une sélection nationale :
| WorldTeams (4)- Cannondale-Drapac - UAE Team Emirates - Trek-Segafredo - BMC Racing Team Équipes continentales professionnelles (5)- UnitedHealthcare - Caja Rural-Seguros RGA - Nippo-Vini Fantini - Israel Cycling Academy - Novo Nordisk Équipes continentales (6)- Jelly Belly-Maxxis - Holowesko Citadel - Rally Cycling - Silber - Axeon-Hagens Berman - Elevate-KHS Équipe nationale- Rwanda |
| |

## Étapes
| Étape     | Date    | Villes étapes                       | type                      | Distance (km) | Vainqueur d'étape | Leader du classement général |
| --------- | ------- | ----------------------------------- | ------------------------- | ------------- | ----------------- | ---------------------------- |
| 1re étape | 10 août | Colorado Springs – Colorado Springs | étape vallonnée           | 150,4         | John Murphy       | John Murphy                  |
| 2e étape  | 11 août | Breckenridge – Breckenridge         | étape de moyenne montagne | 103           | Alex Howes        | Taylor Eisenhart             |
| 3e étape  | 12 août | Denver – Denver                     | étape de montagne         | 130           | Serghei Țvetcov   | Manuel Senni                 |
| 4e étape  | 13 août | Denver – Denver                     | étape vallonnée           | 120,1         | Mihkel Räim       | Manuel Senni                 |

## Classements finals

### Classement général final
| \| Classement général \| Classement général \| Classement général \| Classement général \| Classement général \| \| Coureur \| Coureur \| Pays \| Équipe \| Temps \| \| ------------------ \| -------------------- \| ------------------ \| ----------------------------- \| ------------------ \| \| 1er \| Manuel Senni \| Italie \| BMC Racing Team \| 12 h 00 min 35 s \| \| 2e \| Serghei Țvetcov \| Roumanie \| Jelly Belly-Maxxis \| + 15 s \| \| 3e \| Alex Howes \| États-Unis \| Cannondale-Drapac \| + 31 s \| \| 4e \| Taylor Eisenhart \| États-Unis \| Holowesko Citadel Racing Team \| + 33 s \| \| 5e \| Peter Stetina \| États-Unis \| Trek-Segafredo \| + 44 s \| \| 6e \| Sepp Kuss \| États-Unis \| Rally Cycling \| + 1 min 05 s \| \| 7e \| Brent Bookwalter \| États-Unis \| BMC Racing Team \| + 2 min 16 s \| \| 8e \| Miguel Ángel Benito \| Espagne \| Caja Rural-Seguros RGA \| + 2 min 19 s \| \| 9e \| Vegard Stake Laengen \| Norvège \| UAE Team Emirates \| + 2 min 21 s \| \| 10e \| Travis McCabe \| États-Unis \| UnitedHealthcare \| + 2 min 22 s \| |                      |            |                               |                  |
| |                      |            |                               |                  |
| Source : ProCyclingStats |                      |            |                               |                  |
| Classement général |                      |            |                               |                  |
| Coureur | Coureur              | Pays       | Équipe                        | Temps            |
| 1er | Manuel Senni         | Italie     | BMC Racing Team               | 12 h 00 min 35 s |
| 2e | Serghei Țvetcov      | Roumanie   | Jelly Belly-Maxxis            | + 15 s           |
| 3e | Alex Howes           | États-Unis | Cannondale-Drapac             | + 31 s           |
| 4e | Taylor Eisenhart     | États-Unis | Holowesko Citadel Racing Team | + 33 s           |
| 5e | Peter Stetina        | États-Unis | Trek-Segafredo                | + 44 s           |
| 6e | Sepp Kuss            | États-Unis | Rally Cycling                 | + 1 min 05 s     |
| 7e | Brent Bookwalter     | États-Unis | BMC Racing Team               | + 2 min 16 s     |
| 8e | Miguel Ángel Benito  | Espagne    | Caja Rural-Seguros RGA        | + 2 min 19 s     |
| 9e | Vegard Stake Laengen | Norvège    | UAE Team Emirates             | + 2 min 21 s     |
| 10e | Travis McCabe        | États-Unis | UnitedHealthcare              | + 2 min 22 s     |

### Classements annexes
| Classement par points | Classement par points | Classement par points | Classement par points         | Classement par points |
| Coureur               | Coureur               | Pays                  | Équipe                        | Points                |
| --------------------- | --------------------- | --------------------- | ----------------------------- | --------------------- |
| 1er                   | Travis McCabe         | États-Unis            | UnitedHealthcare              | 43 pts                |
| 2e                    | Alex Howes            | États-Unis            | Cannondale-Drapac             | 28 pts                |
| 3e                    | Manuel Senni          | Italie                | BMC Racing Team               | 25 pts                |
| 4e                    | Serghei Țvetcov       | Roumanie              | Jelly Belly-Maxxis            | 24 pts                |
| 5e                    | Taylor Eisenhart      | États-Unis            | Holowesko Citadel Racing Team | 20 pts                |
| 6e                    | Mihkel Räim           | Estonie               | Israel Cycling Academy        | 15 pts                |
| 7e                    | Kiel Reijnen          | États-Unis            | Trek-Segafredo                | 15 pts                |
| 8e                    | Marco Canola          | Italie                | Nippo-Vini Fantini            | 14 pts                |
| 9e                    | Rubén Companioni      | Cuba                  | Holowesko Citadel Racing Team | 11 pts                |
| 10e                   | Brent Bookwalter      | États-Unis            | BMC Racing Team               | 11 pts                |

| Classement par points | Classement par points | Classement par points | Classement par points         | Classement par points |
| Coureur               | Coureur               | Pays                  | Équipe                        | Points                |
| --------------------- | --------------------- | --------------------- | ----------------------------- | --------------------- |
| 1er                   | Travis McCabe         | États-Unis            | UnitedHealthcare              | 43 pts                |
| 2e                    | Alex Howes            | États-Unis            | Cannondale-Drapac             | 28 pts                |
| 3e                    | Manuel Senni          | Italie                | BMC Racing Team               | 25 pts                |
| 4e                    | Serghei Țvetcov       | Roumanie              | Jelly Belly-Maxxis            | 24 pts                |
| 5e                    | Taylor Eisenhart      | États-Unis            | Holowesko Citadel Racing Team | 20 pts                |
| 6e                    | Mihkel Räim           | Estonie               | Israel Cycling Academy        | 15 pts                |
| 7e                    | Kiel Reijnen          | États-Unis            | Trek-Segafredo                | 15 pts                |
| 8e                    | Marco Canola          | Italie                | Nippo-Vini Fantini            | 14 pts                |
| 9e                    | Rubén Companioni      | Cuba                  | Holowesko Citadel Racing Team | 11 pts                |
| 10e                   | Brent Bookwalter      | États-Unis            | BMC Racing Team               | 11 pts                |

| Classement de la montagne | Classement de la montagne | Classement de la montagne | Classement de la montagne     | Classement de la montagne |
| Coureur                   | Coureur                   | Pays                      | Équipe                        | Points                    |
| ------------------------- | ------------------------- | ------------------------- | ----------------------------- | ------------------------- |
| 1er                       | Serghei Țvetcov           | Roumanie                  | Jelly Belly-Maxxis            | 19 pts                    |
| 2e                        | Taylor Eisenhart          | États-Unis                | Holowesko Citadel Racing Team | 14 pts                    |
| 3e                        | Peter Stetina             | États-Unis                | Trek-Segafredo                | 9 pts                     |
| 4e                        | Marco Canola              | Italie                    | Nippo-Vini Fantini            | 8 pts                     |
| 5e                        | Antonio Molina            | Espagne                   | Caja Rural-Seguros RGA        | 8 pts                     |
| 6e                        | Manuel Senni              | Italie                    | BMC Racing Team               | 8 pts                     |
| 7e                        | Jonathan Clarke           | Australie                 | UnitedHealthcare              | 5 pts                     |
| 8e                        | Daniel Eaton              | États-Unis                | UnitedHealthcare              | 5 pts                     |
| 9e                        | Angus Morton              | Australie                 | Jelly Belly-Maxxis            | 5 pts                     |
| 10e                       | Joseph Schmalz            | États-Unis                | Elevate-KHS Pro Cycling       | 5 pts                     |

| Classement de la montagne | Classement de la montagne | Classement de la montagne | Classement de la montagne     | Classement de la montagne |
| Coureur                   | Coureur                   | Pays                      | Équipe                        | Points                    |
| ------------------------- | ------------------------- | ------------------------- | ----------------------------- | ------------------------- |
| 1er                       | Serghei Țvetcov           | Roumanie                  | Jelly Belly-Maxxis            | 19 pts                    |
| 2e                        | Taylor Eisenhart          | États-Unis                | Holowesko Citadel Racing Team | 14 pts                    |
| 3e                        | Peter Stetina             | États-Unis                | Trek-Segafredo                | 9 pts                     |
| 4e                        | Marco Canola              | Italie                    | Nippo-Vini Fantini            | 8 pts                     |
| 5e                        | Antonio Molina            | Espagne                   | Caja Rural-Seguros RGA        | 8 pts                     |
| 6e                        | Manuel Senni              | Italie                    | BMC Racing Team               | 8 pts                     |
| 7e                        | Jonathan Clarke           | Australie                 | UnitedHealthcare              | 5 pts                     |
| 8e                        | Daniel Eaton              | États-Unis                | UnitedHealthcare              | 5 pts                     |
| 9e                        | Angus Morton              | Australie                 | Jelly Belly-Maxxis            | 5 pts                     |
| 10e                       | Joseph Schmalz            | États-Unis                | Elevate-KHS Pro Cycling       | 5 pts                     |

| Classement du meilleur jeune | Classement du meilleur jeune | Classement du meilleur jeune | Classement du meilleur jeune | Classement du meilleur jeune |
| Coureur                      | Coureur                      | Pays                         | Équipe                       | Temps                        |
| ---------------------------- | ---------------------------- | ---------------------------- | ---------------------------- | ---------------------------- |
| 1er                          | Jhonatan Narváez             | Équateur                     | Axeon-Hagens Berman          | 12 h 08 min 39 s             |
| 2e                           | Justin Oien                  | États-Unis                   | Caja Rural-Seguros RGA       | + 14 min 16 s                |
| 3e                           | Alec Cowan                   | Canada                       | Silber Pro Cycling           | + 17 min 25 s                |
| 4e                           | Seid Lizde                   | Italie                       | UAE Team Emirates            | + 20 min 23 s                |
| 5e                           | Alex Hoehn                   | États-Unis                   | Elevate-KHS Pro Cycling      | + 20 min 56 s                |
| 6e                           | Jean Paul René Ukiniwabo     | Rwanda                       | Rwanda                       | + 21 min 02 s                |
| 7e                           | Edward Anderson              | États-Unis                   | Axeon-Hagens Berman          | + 21 min 11 s                |
| 8e                           | Keegan Swirbul               | États-Unis                   | Jelly Belly-Maxxis           | + 22 min 13 s                |
| 9e                           | Logan Owen                   | États-Unis                   | Axeon-Hagens Berman          | + 24 min 12 s                |
| 10e                          | Umberto Poli                 | Italie                       | Team Novo Nordisk            | + 25 min 05 s                |

| Classement du meilleur jeune | Classement du meilleur jeune | Classement du meilleur jeune | Classement du meilleur jeune | Classement du meilleur jeune |
| Coureur                      | Coureur                      | Pays                         | Équipe                       | Temps                        |
| ---------------------------- | ---------------------------- | ---------------------------- | ---------------------------- | ---------------------------- |
| 1er                          | Jhonatan Narváez             | Équateur                     | Axeon-Hagens Berman          | 12 h 08 min 39 s             |
| 2e                           | Justin Oien                  | États-Unis                   | Caja Rural-Seguros RGA       | + 14 min 16 s                |
| 3e                           | Alec Cowan                   | Canada                       | Silber Pro Cycling           | + 17 min 25 s                |
| 4e                           | Seid Lizde                   | Italie                       | UAE Team Emirates            | + 20 min 23 s                |
| 5e                           | Alex Hoehn                   | États-Unis                   | Elevate-KHS Pro Cycling      | + 20 min 56 s                |
| 6e                           | Jean Paul René Ukiniwabo     | Rwanda                       | Rwanda                       | + 21 min 02 s                |
| 7e                           | Edward Anderson              | États-Unis                   | Axeon-Hagens Berman          | + 21 min 11 s                |
| 8e                           | Keegan Swirbul               | États-Unis                   | Jelly Belly-Maxxis           | + 22 min 13 s                |
| 9e                           | Logan Owen                   | États-Unis                   | Axeon-Hagens Berman          | + 24 min 12 s                |
| 10e                          | Umberto Poli                 | Italie                       | Team Novo Nordisk            | + 25 min 05 s                |

| Classement par équipes | Classement par équipes | Classement par équipes | Classement par équipes |
| Équipe                 | Équipe                 | Pays                   | Temps                  |
| ---------------------- | ---------------------- | ---------------------- | ---------------------- |
| 1re                    | Cannondale-Drapac      | États-Unis             | 36 h 08 min 03 s       |
| 2e                     | UAE Team Emirates      | Émirats arabes unis    | + 1 min 21 s           |
| 3e                     | Trek-Segafredo         | États-Unis             | + 9 min 25 s           |
| 4e                     | BMC Racing Team        | États-Unis             | + 11 min 53 s          |
| 5e                     | UnitedHealthcare       | États-Unis             | + 16 min 00 s          |
| 6e                     | Caja Rural-Seguros RGA | Espagne                | + 19 min 59 s          |
| 7e                     | Jelly Belly-Maxxis     | États-Unis             | + 25 min 04 s          |
| 8e                     | Holowesko Citadel      | États-Unis             | + 26 min 24 s          |
| 9e                     | Rally Cycling          | États-Unis             | + 42 min 45 s          |
| 10e                    | Nippo-Vini Fantini     | Italie                 | + 43 min 43 s          |

| Classement par équipes | Classement par équipes | Classement par équipes | Classement par équipes |
| Équipe                 | Équipe                 | Pays                   | Temps                  |
| ---------------------- | ---------------------- | ---------------------- | ---------------------- |
| 1re                    | Cannondale-Drapac      | États-Unis             | 36 h 08 min 03 s       |
| 2e                     | UAE Team Emirates      | Émirats arabes unis    | + 1 min 21 s           |
| 3e                     | Trek-Segafredo         | États-Unis             | + 9 min 25 s           |
| 4e                     | BMC Racing Team        | États-Unis             | + 11 min 53 s          |
| 5e                     | UnitedHealthcare       | États-Unis             | + 16 min 00 s          |
| 6e                     | Caja Rural-Seguros RGA | Espagne                | + 19 min 59 s          |
| 7e                     | Jelly Belly-Maxxis     | États-Unis             | + 25 min 04 s          |
| 8e                     | Holowesko Citadel      | États-Unis             | + 26 min 24 s          |
| 9e                     | Rally Cycling          | États-Unis             | + 42 min 45 s          |
| 10e                    | Nippo-Vini Fantini     | Italie                 | + 43 min 43 s          |

## Classements UCI
La course attribue le même nombre de points pour l'UCI America Tour 2017 et le Classement mondial UCI (pour tous les coureurs).
| Position           | 1er | 2e  | 3e  | 4e  | 5e | 6e | 7e | 8e | 9e | 10e | 11e | 12e | 13e | 14e | 15e | 16e à 30e | 31e à 40e |
| Classement général | 200 | 150 | 125 | 100 | 85 | 70 | 60 | 50 | 40 | 35  | 30  | 25  | 20  | 15  | 10  | 5         | 3         |
| Par étape          | 20  | 10  | 5   |     |    |    |    |    |    |     |     |     |     |     |     |           |           |
| Leader, par étape  | 5   |     |     |     |    |    |    |    |    |     |     |     |     |     |     |           |           |

| Points attribués | Points attribués     | Points attribués                  | Points attribués | Points attribués | Points attribués | Points attribués |
| Pos              | Coureur              | Équipe                            | Général          | Étape            | Leader           | Total            |
| ---------------- | -------------------- | --------------------------------- | ---------------- | ---------------- | ---------------- | ---------------- |
| 1.º              | Manuel Senni         | BMC Racing                        | 200              | 10               | 5                | 215              |
| 2.º              | Serghei Tvetcov      | Jelly Belly-Maxxis                | 150              | 20               |                  | 170              |
| 3.º              | Alex Howes           | Cannondale-Drapac                 | 125              | 20               |                  | 145              |
| 4.º              | Taylor Eisenhart     | Holowesko Citadel Racing          | 100              | 10               | 5                | 115              |
| 5.º              | Peter Stetina        | Trek-Segafredo                    | 85               | 5                |                  | 90               |
| 6.º              | Sepp Kuss            | Rally Cycling                     | 70               |                  |                  | 70               |
| 7.º              | Brent Bookwalter     | BMC Racing                        | 60               |                  |                  | 60               |
| 8.º              | Travis McCabe        | UnitedHealthcare Pro Cycling Team | 35               | 25               |                  | 60               |
| 9.º              | Miguel Ángel Benito  | Caja Rural-Seguros RGA            | 50               |                  |                  | 50               |
| 10.º             | Vegard Stake Laengen | UAE Team Emirates                 | 40               |                  |                  | 40               |

## Évolution des classements
| Étape              | Vainqueur          | Classement général | Classement par points | Classement de la montagne 25px | Classement du meilleur jeune | Prix de la combativité | Meilleur coureur du Colorado | Classement par équipes   |
| ------------------ | ------------------ | ------------------ | --------------------- | ------------------------------ | ---------------------------- | ---------------------- | ---------------------------- | ------------------------ |
| 1                  | John Murphy        | John Murphy        | John Murphy           | Antonio Molina                 | Logan Owen                   | Taylor Phinney         | Alex Howes                   | Holowesko-Citadel Racing |
| 2                  | Alex Howes         | Taylor Eisenhart   | Taylor Eisenhart      | Taylor Eisenhart\|             | Jhonatan Narváez             | Peter Stetina          | Alex Howes                   | Cannondale-Drapac        |
| 3                  | Serghei Tvetcov    | Manuel Senni       | Travis McCabe         | Serghei Țvetcov                | Jhonatan Narváez             | Marco Canola           | Serghei Tvetcov              | Cannondale-Drapac        |
| 4                  | Mihkel Räim        | Manuel Senni       | Travis McCabe         | Serghei Țvetcov                | Jhonatan Narváez             | Fabio Calabria         | Serghei Tvetcov              | Cannondale-Drapac        |
| Classements finals | Classements finals | Manuel Senni       | Travis McCabe         | Serghei Țvetcov                | Jhonatan Narváez             | Fabio Calabria         | Serghei Tvetcov              | Cannondale-Drapac        |